# جيمس ميلر (مغني)
جيمس ميلر (بالإنجليزية: James Millar)‏ هو مغني وكاتب أغاني وشاعر أسترالي، ولد في 21 يناير 1980 في سيدني في أستراليا.

## وصلات خارجية
- جيمس ميلر على موقع IMDb (الإنجليزية)
- جيمس ميلر على موقع قاعدة بيانات الفيلم (الإنجليزية)